# Bertille Cousson
Bertille Cousson, née le 6 octobre 2002, est une nageuse française.

## Carrière
Bertille Cousson est sacrée championne de France du 200 mètres dos aux Championnats de France d'hiver de natation 2021 à Montpellier.